# الديان (أسماء الله الحسنى)
الديان اسم من أسماء الله الحسنى ، ومعناه : المحاسب المجازي الذي يجازي الناس على أعمالهم يوم القيامة ، وهو الملك المطاع القهار الذي يقهر الناس على طاعته .

## في السنة النبوية
ورد اسم الديان في السنة النبوية ،فعن عَبْد اللَّهِ بْن أُنَيْسٍ قَالَ سَمِعْتُ رَسُولَ اللَّهِ ﷺ يَقُولُ : «يُحْشَرُ النَّاسُ يَوْمَ الْقِيَامَةِ عُرَاةً غُرْلًا بُهْمًا ، ثُمَّ يُنَادِيهِمْ : أَنَا الْمَلِكُ أَنَا الدَّيَّانُ»

## من عده من الأسماء
- ذكره في الأسماء الحسنى : الخطابي ، وابن منده ، والحليمي ، والبيهقي ، والقرطبي ، وابن القيم ، والسمرقندي[2] ، والرضواني ، والغصن ، وابن ناصر ، والعباد .
- ولم يذكره :ابن عثيمين ، وابن حزم ، والأصبهاني وابن العربي، وابن الوزير ، وابن حجر .[3]

## الأقوال في معناه

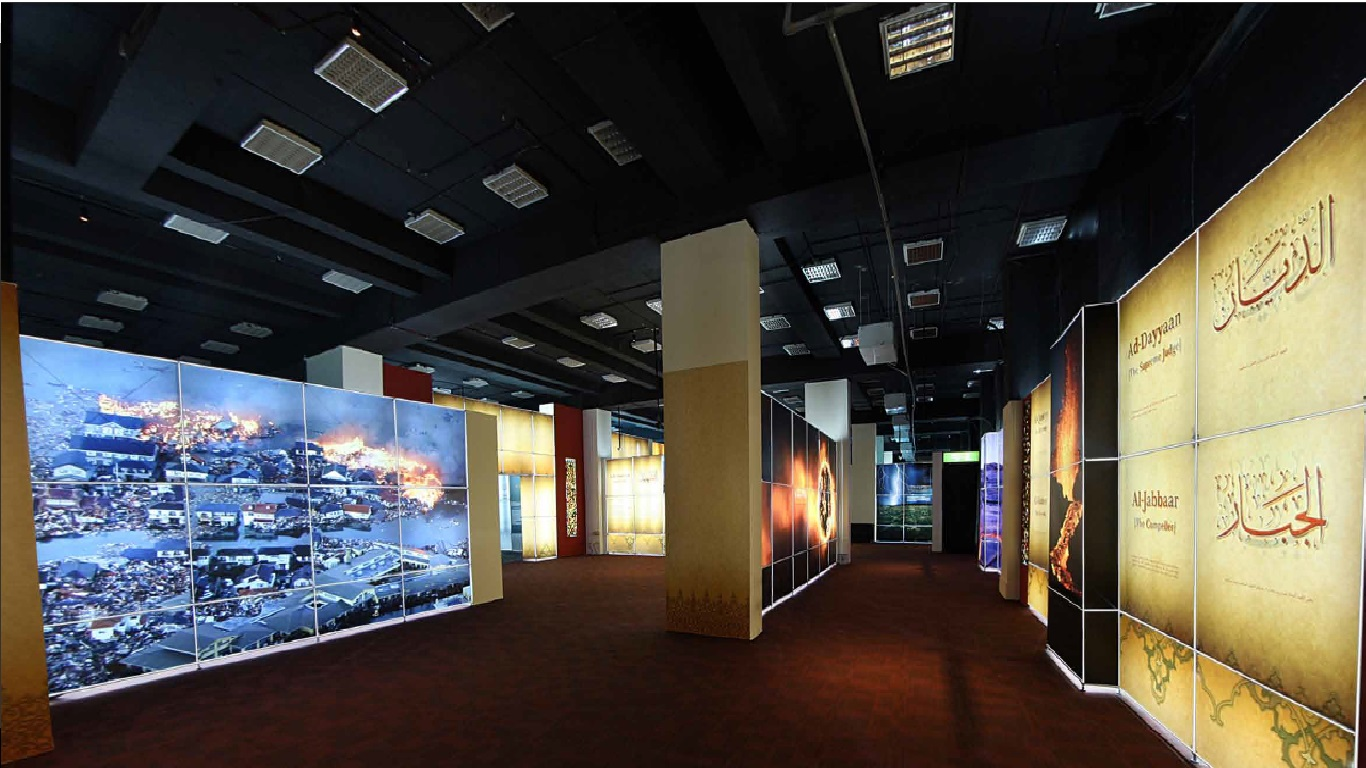
اسما الله الجبار والديان في معرض أسماء الله الحسنى بالمدينة المنورة

- قال الحليمي: «أُخذ من ﴿مالك يوم الدين﴾، وهو الحاسب والمجازي، ولا يضيع عملاً، ولكنه يجزي بالخير خيراً وبالشر شراً.[4]»
- قال ابن منده :«وَمِنْ أَسْمَاءِ اللَّهِ عَزَّ وَجَلَّ : الدَّيَّانُ ، قَالَ عُمَرُ  : وَيْلٌ لِدَيَّانِ الْأَرْضِ مِنْ دَيَّانِ السَّمَاءِ [5]»
- قال الخطابي: «الديان: وهو المجازي، يقال: دنت الرجل إذا جزيته، أدينه ، والدين: الجزاء، ومنه المثل: كما تدين تدان ، والديان أيضاً: الحاكم، ويقال: من ديان أرضكم؟ أي: من الحاكم بها؟[6]»
- قال ابن الأثير: «في أسماء الله تعالى الديان قيل: هو القهار ، وقيل: هو الحاكم القاضي. وهو فعال، من: دان الناس أي: قهرهم على الطاعة ، يقال: دنتهم فدانوا، أي: قهرتهم فأطاعوا[7]»
- قال الأصبهاني [8] :«ومن أسمائه الصادق والمحيط والمنان ، وأما الديان فمعناه المجازي يقال دنت الرجل إذا جزيته أدينه والدين الجزاء ومنه المثل كما تدين تدان، والديان أيضاً الحاكم قال أعشى مازن لرسول الله: يا سيد الناس وديان العرب.»
- قال ابن منظور:[9] «الديان: من أسماء الله عز وجل، معناه الحكم القاضي.»
- قال ابن القيم:[10]